# AGs

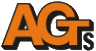
Logotypen för AGs.

AGs var en dagligvarukedja i främst södra Sverige. Det har funnits 19 AGs-butiker men efter namnbyten och butiksbyten försvann namnet 2009. Kedjan ingick i Bergendahls-gruppen.

## Historik
Den första AGs-affären öppnade 1968. Kedjan hette till år 2002 AGs Favör, men bytte namn och moderniserade sig. När alla andra Favöraffärer blev Vivo behöll AGs Favör det gamla namnet.
År 2006 genomförde Bergendahls-Gruppen och Coop en bytesaffär som innebar att Coop tog över fem AGs-butiker och överlät två Coop Forum i norra Sverige till Bergendahls. Av de överlätna AGs-butikerna blev fyra Coop Extra och en Coop Konsum.
Med början under 2007 bytte ett antal butiker namn till City Gross. Vidare har man bytt några hela butiker med Coop.

## Lista över AGs-enheter
- AGs Favör på Söder i Helsingborg, första butiken och där Kjell Lövkvist och Ulla-Britt, hans hustru, hade huvudkontor för samtliga butiker våningen ovanför butiken, numera Aldo Supermarket
- AGs Höganäs, numera City Gross
- AGs Hörby, nedlagt 2005, numera Coop Hörby
- AGs Höör, nedlagt 2005[3], City Gross senare öppnat i annan lokal
- AGs Karlshamn, numera City Gross
- AGs Landskrona, numera City Gross
- AGs Ljungby, ersatt av City Gross
- AGs Lund, numera City Gross, nedlagt år 2020.[4][5]
- AGs Malmö (Bryggeriet), numera Özen All-Frukt
- AGs Favör Malmö (Värnhem), omdöpt till AGs 2002 och Coop Extra från 2007
- AGs Nyköping, numera Hemköp Spelhagen
- AGs Simrishamn, senare Coop Extra, nedlagd. Lokalen övertagen av Willys år 2020.[6][7]
- AGs Skurup, numera Coop Extra
- AGs Staffanstorp, numera City Gross
- AGs Trelleborg, numera City Gross
- AGs Väla, blev Coop Konsum men stängdes när Väla byggdes om
- AGs Värnamo, nedlagt
- AGs Växjö, numera City Gross
- AGs Örkelljunga, numera Coop Extra